# Maralicha
La Maralicha (in russo Маралиха?) è un fiume della Russia siberiana occidentale, affluente di destra del Čaryš (bacino idrografico dell'Ob'). Scorre nei rajon Čaryšskij e  Krasnoščëkovskij del Territorio dell'Altaj.
Il fiume ha origine dai rilievi pre-Altaj. Scorre in direzione prevalentemente sud-occidentale e sfocia nel Čaryš a 318 km dalla foce. La lunghezza del fiume è di 108 km, il bacino imbrifero è di 1 230 km².  La portata del fiume al villaggio di Kujbyševo, a 11 km dalla foce, è di 6,47 m³/s.
Lungo il corso del fiume ci sono alcuni piccoli villaggi: Ust'- Kozlucha, Kujbyševo e Maralicha (presso la foce).